# Bertil Malmgren
Bertil Gustaf Malmgren, född 5 januari 1913 i Lund, död 30 maj 1986 i Halmstad, var en svensk läkare och affischkonstnär.
Malmgren, som var var son till professor Robert Malmgren och Esther Holmberg avlade studentexamen 1931, blev medicine kandidat 1936 och medicine licentiat 1943 i Lund. Han blev extra läkare på Härnösands lasarett 1943, vikarierande amanuens vid dermatovenereologiska kliniken på Karolinska sjukhuset 1944, extra läkare och underläkare vid medicinska avdelningen på Uddevalla lasarett 1945–1949, vid barnavdelningen på Norrköpings lasarett 1949, var förste underläkare och vikarierande överläkare vid  barnavdelningen på Västerås lasarett 1950–1952, stadsdistriktsläkare i Karlstad 1952–1960 och stadsläkare i Halmstad sedan 1960.
Malmgren medverkade som tecknare i tidningen Lundagård 1934–1944 samt i tidningen Arbetet. Han har illustrerat nationsvisböcker och ritat ett stort antal nationsaffischer i Lund. 
Bertil Malmgren är begravd på Norra kyrkogården i Lund.